# Samuel A. Adams
Pour les articles homonymes, voir Samuel Adams (homonymie) et Adams.
Samuel A. Adams (né le 14 juin 1934 dans le Connecticut, mort le 10 octobre 1988) était un analyste de la CIA et un lanceur d'alerte. 

## Biographie
Il rejoint la CIA en 1963. Il est surtout connu pour avoir découvert l'étendue des troupes Vietcong de l'armée nord-vietnamienne sous-estimés lors de la guerre du Vietnam. 
Il a finalement pris sa retraite de la CIA, après avoir affirmé qu'il y avait une conspiration parmi les fonctionnaires à l'administration centrale des États-Unis à Saigon. Il est mort en 1988 d'une crise cardiaque.
Le prix Sam Adams Award qui lui doit son nom a été créé en 2002.